# 나카무라 히로히토
나카무라 히로히토(일본어: 中村 洋仁, 1974년 5월 9일 ~ )는 일본의 전 축구 선수이다.

## 구단 경력
1993년 J1리그의 감바 오사카에 입단했다. 1996년 재팬 풋볼 리그의 혼다 기연로 이적했다. 1999년 일본 풋볼 리그의 미토 홀리호크로 이적했다. 1999년 일본 풋볼 리그 3위를 기록하여 J2리그로 승격했다. 2001년후 현역 은퇴.